# Килнік (Караш-Северін)
Килнік (рум. Câlnic) — село у повіті Караш-Северін в Румунії. Адміністративно підпорядковане місту Решица.
Село розташоване на відстані 348 км на захід від Бухареста, 4 км на північний захід від Решиці, 67 км на південний схід від Тімішоари.

## Населення
За даними перепису населення 2002 року у селі проживали 1635 осіб.
Національний склад населення села:
| Національність | Кількість осіб | Відсоток |
| -------------- | -------------- | -------- |
| румуни         | 1380           | 84,4%    |
| цигани         | 199            | 12,2%    |
| угорці         | 27             | 1,7%     |
| німці          | 15             | 0,9%     |
| хорвати        | 8              | 0,5%     |

Рідною мовою назвали:
| Мова       | Кількість осіб | Відсоток |
| ---------- | -------------- | -------- |
| румунська  | 1546           | 94,6%    |
| циганська  | 42             | 2,6%     |
| угорська   | 22             | 1,3%     |
| німецька   | 13             | 0,8%     |
| хорватська | 8              | 0,5%     |